# 查尔斯·巴顿 (法律作家)
查尔斯·巴顿（Charles Barton；1768年—1843年）是一位英国法律作家，1795年在英国内殿议员协会取得律师资格。主要进行办理不动产等让与事务的工作。1843年11月18日在英国英格兰西南部城市切尔滕纳姆去世，享年75岁。

## 著作
他的主要著作有：
- 'Historical Treatise of a Suit in Equity,' 1796.
- 'Elements of Conveyancing,' 6 vols., 1802—5, 2nd ed. 1821-2.
- 'Original Precedents in Conveyancing.' 5 vols., 1807-10.
- 'Practical Dissertations on Conveyancing,' 1828.